# باروت و بیروت
باروت و بیروت 
باروت و بیروت مجموعه مستند یازده قسمتی و به تهیه‌کنندگی میلاد امینی‌موحد که در شبکه افق وابسته به سازمان صداوسیمای جمهوری اسلامی ایران پخش شده است. در این مستند به شرایط زندگی لبنان پس از حملات سپتامبر ۲۰۲۴ به لبنان می‌پردازد و در هر قسمت با یک لبنانی درباره زندگی و شرایط ضاحیه جنوبی گفتگو می‌کند. 

## پیشینه
باروت و بیروت از تولیدات مرکز هنری رسانه‌ای نهضت سازمان تبلیغات اسلامی است که در سال 1403 توسط میلاد امینی‌موحد تهیه و تولید شد. نخستین قسمت برنامه باروت و بیروت در تاریخ 17 مهرماه سال 1403 روی آنتن شبکه افق رفت و پس از آن سایر شبکه های صدا و سیما بازپخش شد.